# Жулиет Фав-Бутоние
Жулиет Фав-Бутоние (на френски: Juliette Favez-Boutonier) е френски психоаналитик и учител.

## Биография
Родена е през 1903 г. в Грас, Франция, в семейство на учители. Учи в Грас и Ница, а впоследствие записва философия в Сорбоната. През 1926 г. Жулиет става първата жена, която взима докторска степен по философия във Франция. След това започва едновременно да преподава в Шартър и Дижон и да учи медицина, която по онова време ѝ дава възможност да практикува психология.
През 1930 г. решава да пише на Зигмунд Фройд, но той не взима голямо отношение спрямо писмото, тъй като „философските проблеми и тяхното формулиране са му толкова чужди, че не знае какво да каже“. Осем години по-късно започва работа в Париж, където се среща с Даниел Лагаш и започва да се анализира при Рене Лафорг. По време на нацистката окупация на Франция, Лафорг поверява писмата от Фройд на нея, за да ги пази. През това време тя не спира да се среща с членовете на Парижкото психоаналитично общество (ППО), които са останали.
През 1946 г. става член на ППО и учи клинична психопатология в болницата „Сен-Ана“ заедно с Жорж Йойер. Назначена е и като директор на центъра за психопедагогика „Клод Бернард“, но скоро след това е заменена от Андре Берже.
През 1952 г. се омъжва за Жорж Фав, който впоследствие става президент на Френската психоаналитична асоциация. През същата година защитава Маргарет Кларк-Уилямс в съда. След разделянето на ППО тя отива в една група с Даниел Лагаш и Франсоаз Долто.
Умира на 13 април 1994 г. в Париж на 91-годишна възраст.